# Stara Zagora (obchtina)
Pour l’article homonyme, voir Stara Zagora (homonymie).
La commune de Stara Zagora (en bulgare Община Стара Загора - Obchtina Stara Zagora) est située dans le centre-sud de la Bulgarie.

## Géographie

### Géographie physique
La commune de Stara Zagora est située dans le centre-sud de la Bulgarie, à 215 km à l'est de la capitale Sofia. Le territoire de la commune s'étend à l'extrémité nord de la plaine de Thrace et sur les pentes méridionales de la Sredna Gora. De ce fait, l'altitude de la commune varie entre 150 et 895 mètres, avec une moyenne de 357 m.
Les 1019 km² de la commune sont réparties entre :
631 km² de terres agricoles ;
- 276 km² de forêts ;
- 62 km² de zones habitées ;
- 17 km² de zones d'eau ;
- 19,6 km² de zones minières ;
- 11,9 km² de routes et infrastructures.

### Géographie humaine
Après avoir augmenté de manière soutenue, la population de la commune décroit régulièrement depuis les changements politiques, sociaux et économiques survenus en Bulgarie après la chute du communisme.
| 1926 | 1934 | 1946 | 1956 | 1965 | 1975 | 1985 | 1992 | 2001 |
| ---- | ---- | ---- | ---- | ---- | ---- | ---- | ---- | ---- |
| -    | -    | -    | -    | -    | -    | -    | -    | -    |

| 2005    | 2011    | 2021    | 2022    | - | - | - | - | - |
| ------- | ------- | ------- | ------- | - | - | - | - | - |
| 165 729 | 159 219 | 151 096 | 142 746 | - | - | - | - | - |

,,

## Histoire
Les recherches archéologiques ont fait apparaître les traces d'habitats néolithiques, près de la ville de Stara Zagora, qui remontent aux 5-6ème millénaire avant J-C. À cet endroit se trouve, également, la plus ancienne mine de cuivre en Europe. 
La région est conquise par l'Empire ottoman en 1364. Après l'autonomie de la Bulgarie, la région de Stara Zagora est incluse dans la Roumélie orientale, qui reste rattachée à l'Empire ottoman. Elle est rattachée à la Principauté de Bulgarie, avec le reste de la Roumélie orientale, en 1885.

## Administration
Le chef-lieu de la commune est la ville de Stara Zagora et elle fait partie de la région de même nom.

### Structure administrative
La commune compte 1 ville (Stara Zagora) et 50 villages :
| - Ville de Stara Zagora - Village de Arnautito - Village de Badechté - Village des Bains thérmaux de Stara Zagora - Village de Benkovski - Village de Bogomilovo - Village de Borilovo - Village de Borovo - Village de Bratia Kountchevi - Village de Dalboki | - Village de Elenino - Village de Elhovo - Village de Gorno Botevo - Village de Hrichteni - Village de Hristiyanovo - Village de Kalitinovo - Village de Kaloianovets - Village de Kazanka - Village de Khan Asparoukhovo - Village de Kirilovo | - Village de Kolena - Village de Kozarevets - Village de Liaskovo - Village de Luliak - Village de Lovets - Village de Lozen - Village de Madjerito - Village de Malka Vereya - Village de Malko Kadievo - Village de Mihaïlovo | - Village de Moguila - Village de Novo Selo - Village de Oriahovitsa - Village de Ostra Moguila - Village de Pamouktchiy - Village de Petrovo - Village de Ploska Moguila - Village de Podslon - Village de Preslaven - Village de Priaporets | - Village de Pchénitchévo - Village de PAstrovo - Village de Rakitnitsa - Village de Roumania - Village de Samouïlovo - Village de Sladak Kladénéts - Village de Stréléts - Village de Soulitsa - Village de Vodenitcharovo - Village de Zagore | - Village de Zmeiovo |

### Jumelages
La commune de Stara Zagora est jumelée avec les communes suivantes :
- Larissa (Thessalie) (Grèce)
- Downpatrick (Irlande)
- Radom (Pologne)
- Barreiro (Portugal)
- Sheffield (Royaume-Uni)
- Samara (Russie) (Russie)
- Kruševac (Serbie)

La commune a développé, également, des partenariats avec :
- Dresde (Allemagne)
- Lille (France)
- Modène (Italie)
- Tekirdağ (Turquie)
- Durham (Caroline du Nord) (États-Unis)

## Galerie

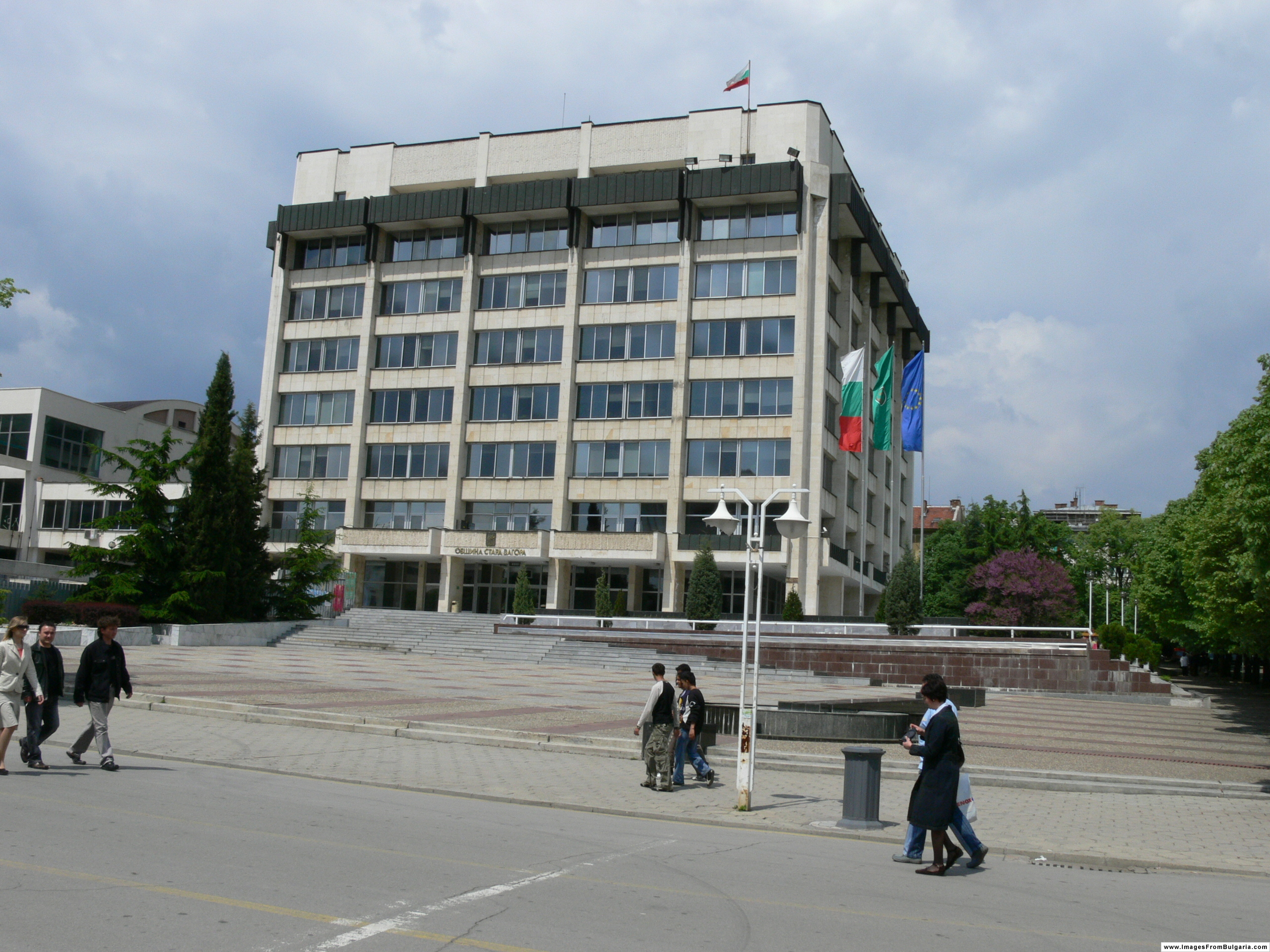
La mairie centrale de Stara Zagora
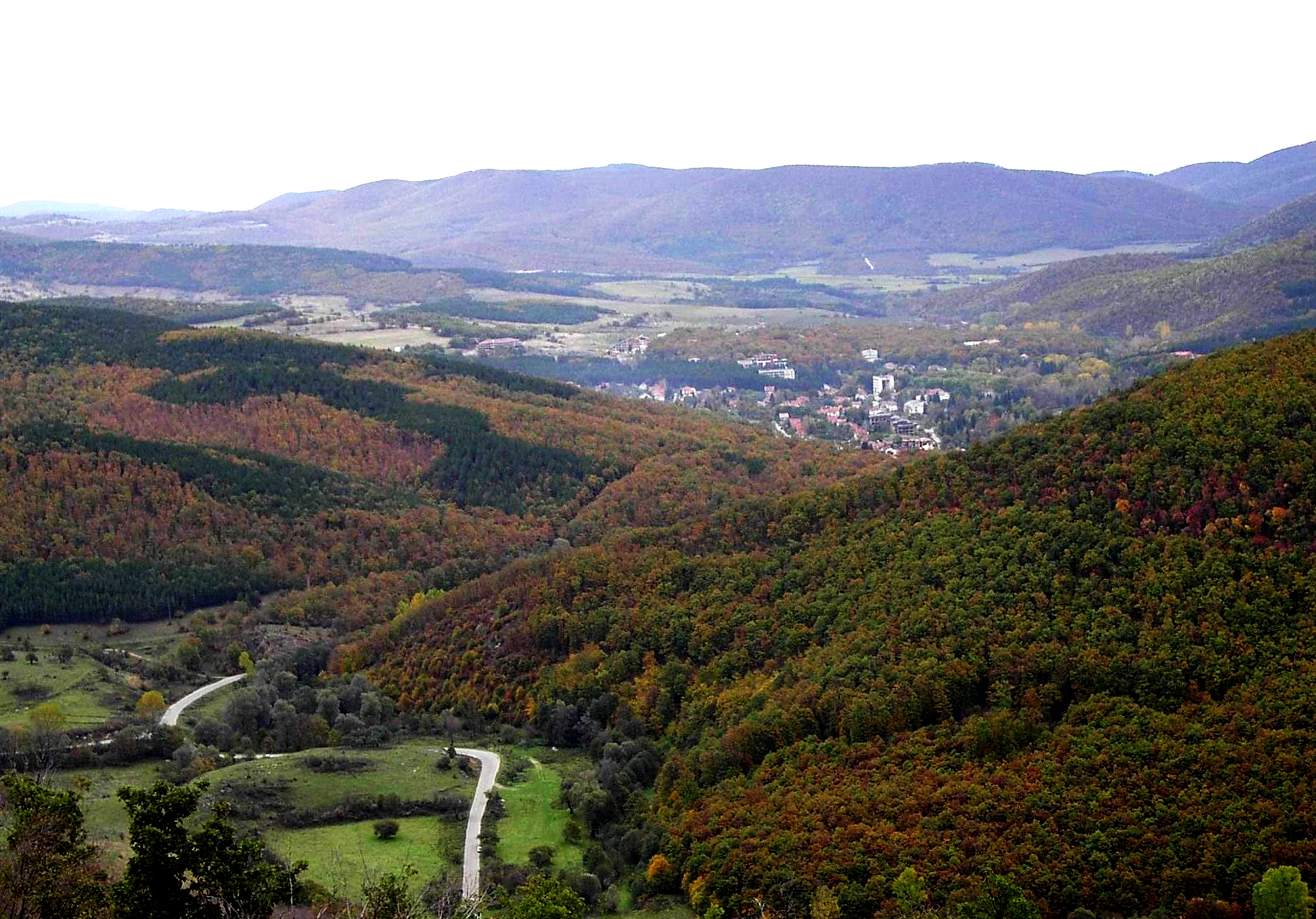
Le village des Bains thérmaux de Stara Zagora
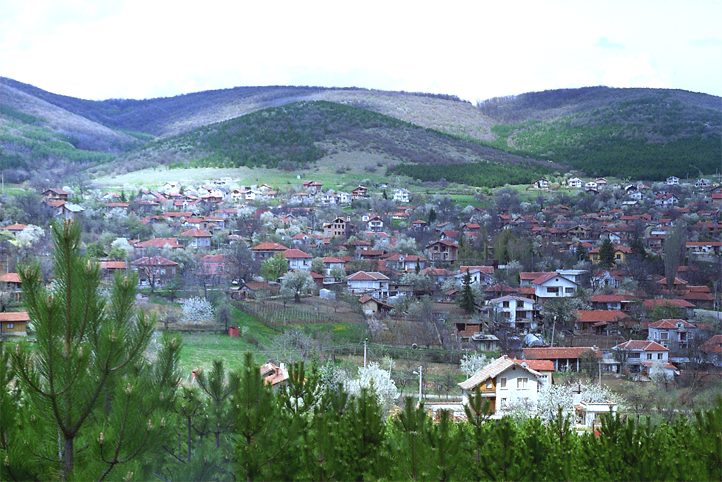
Le village de Borilovo
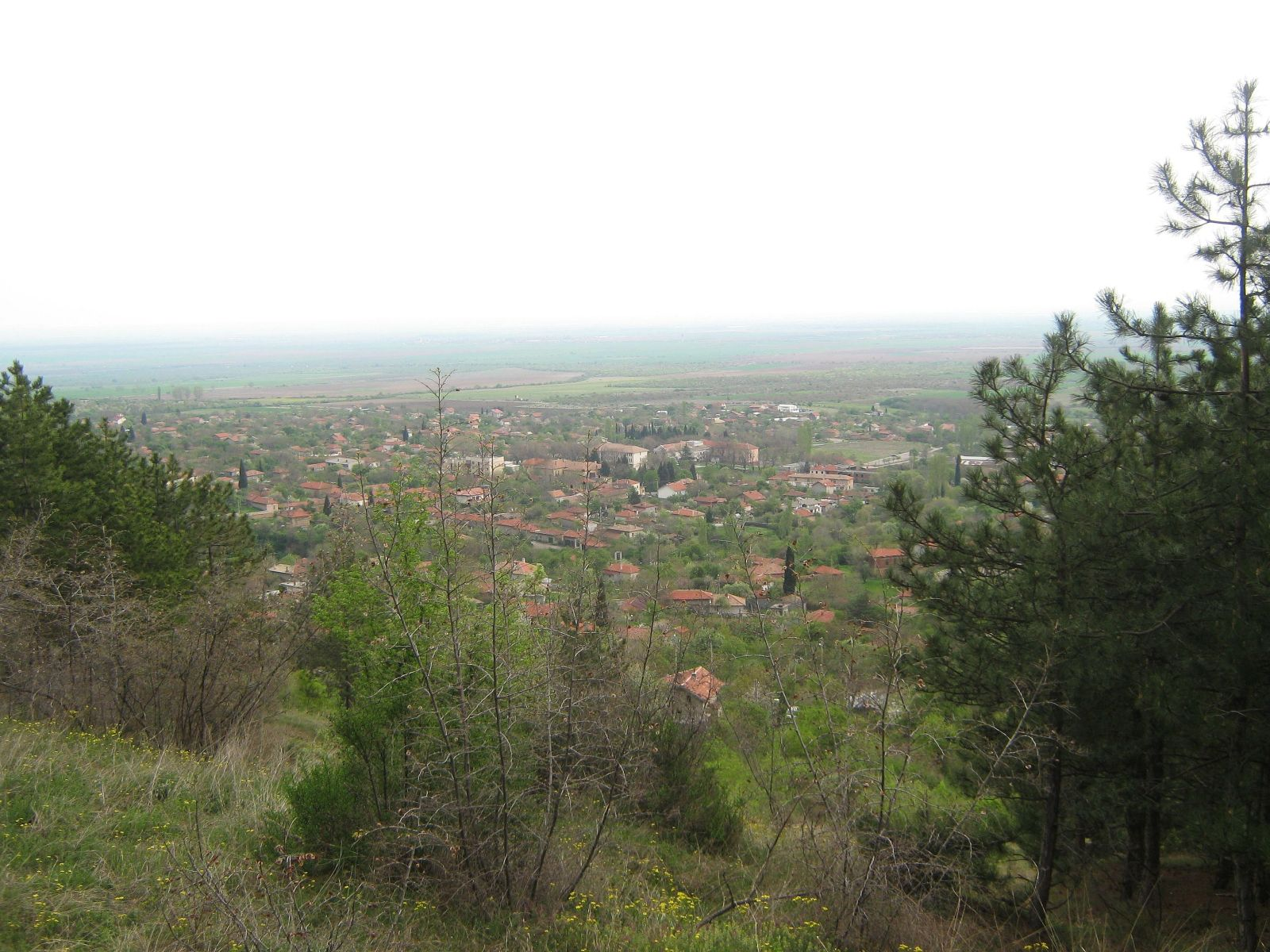
Le village de Dalboki
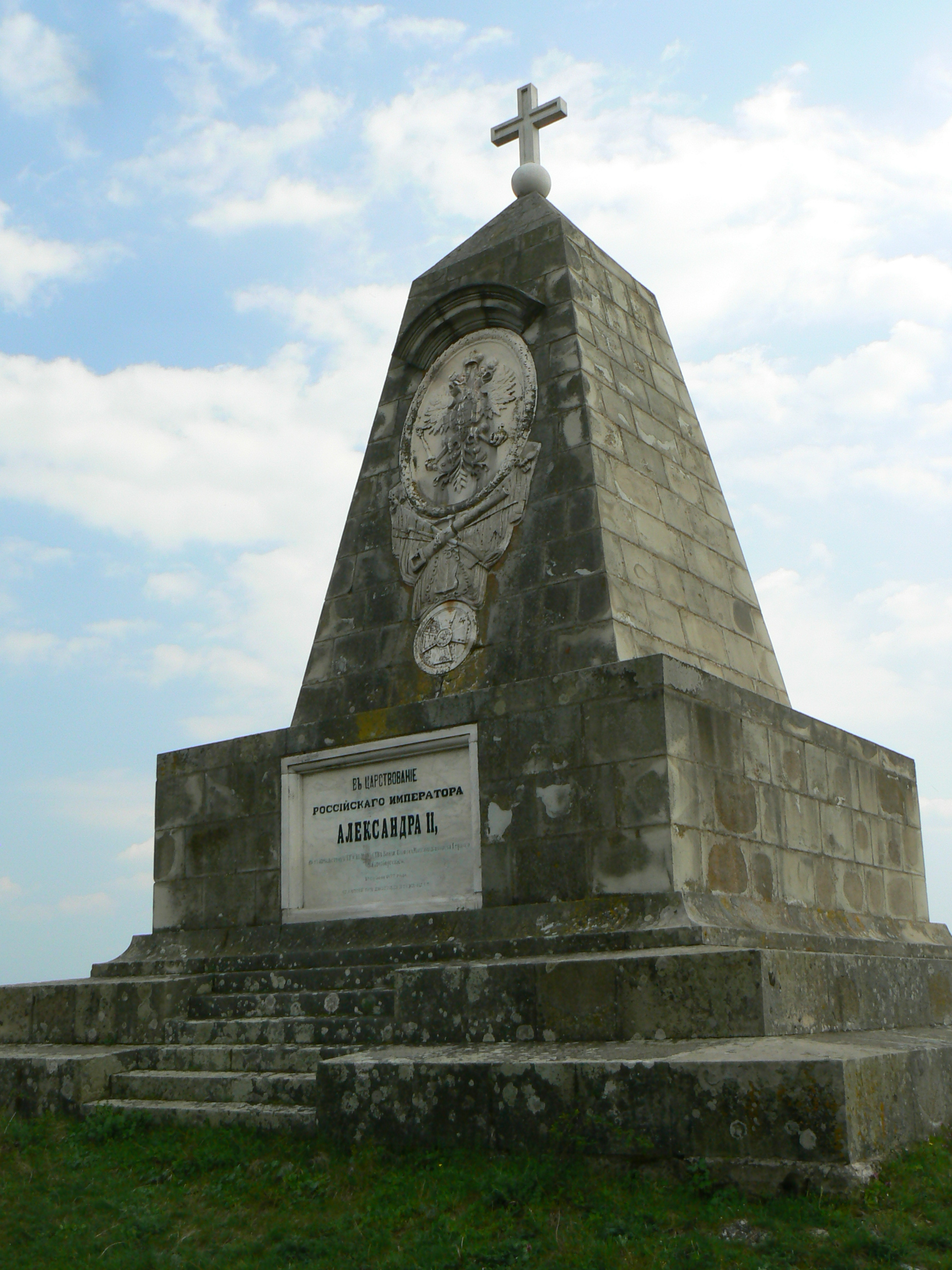
Le mémorial du colonel Kalitin dans le village de Kalitinovo
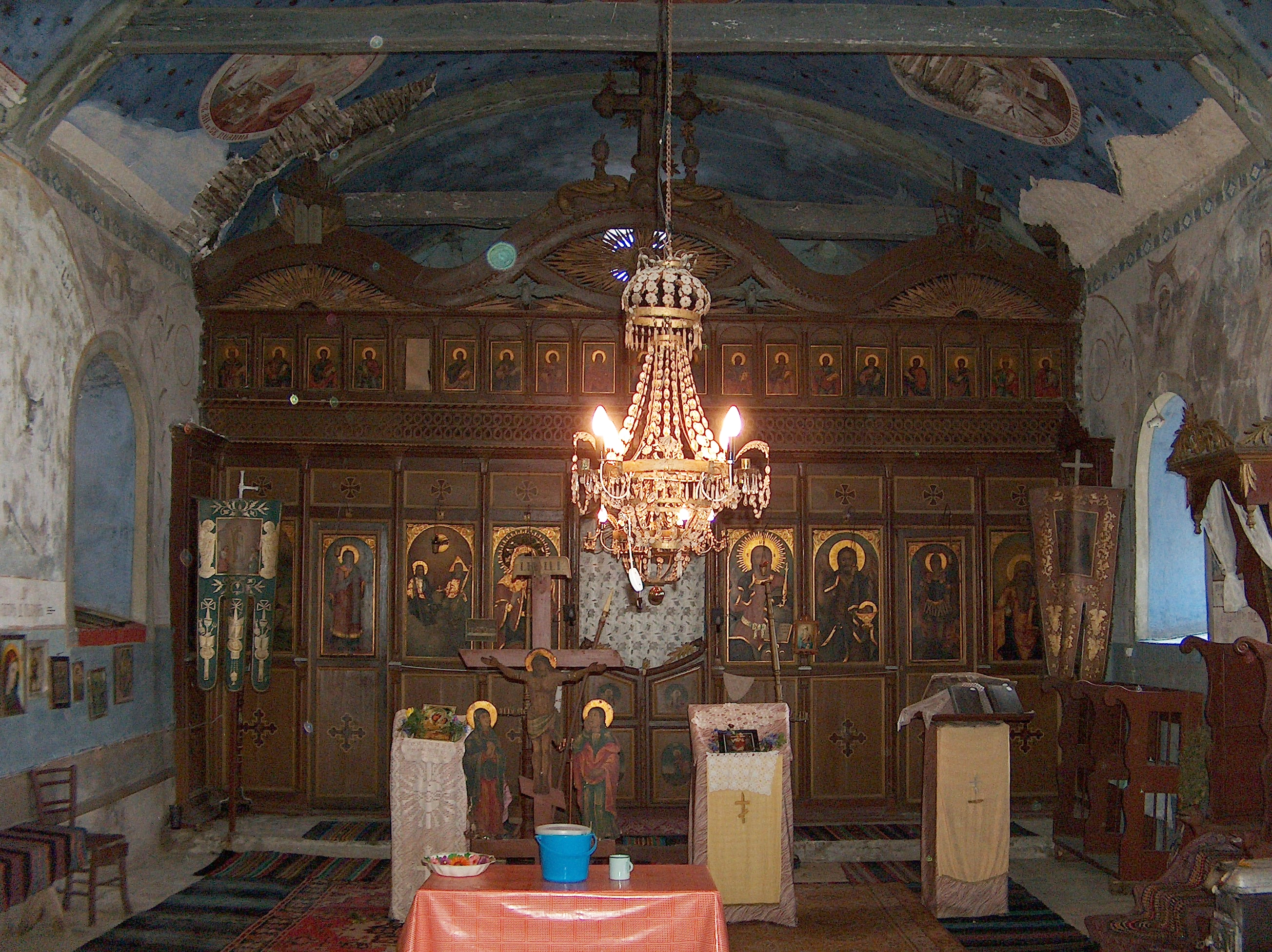
L'intérieur de l'église du village de Kazanka
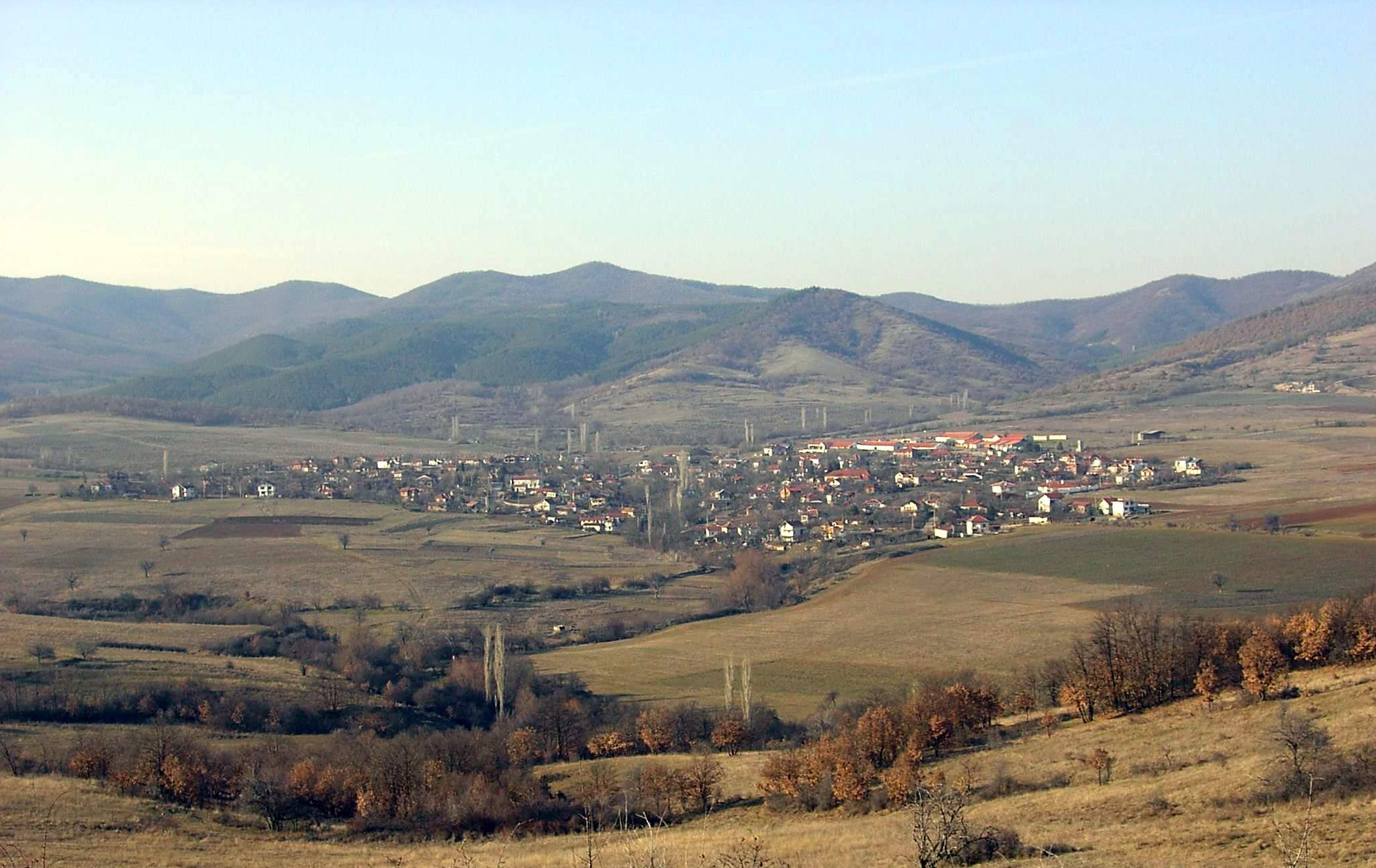
Le village de Lozen
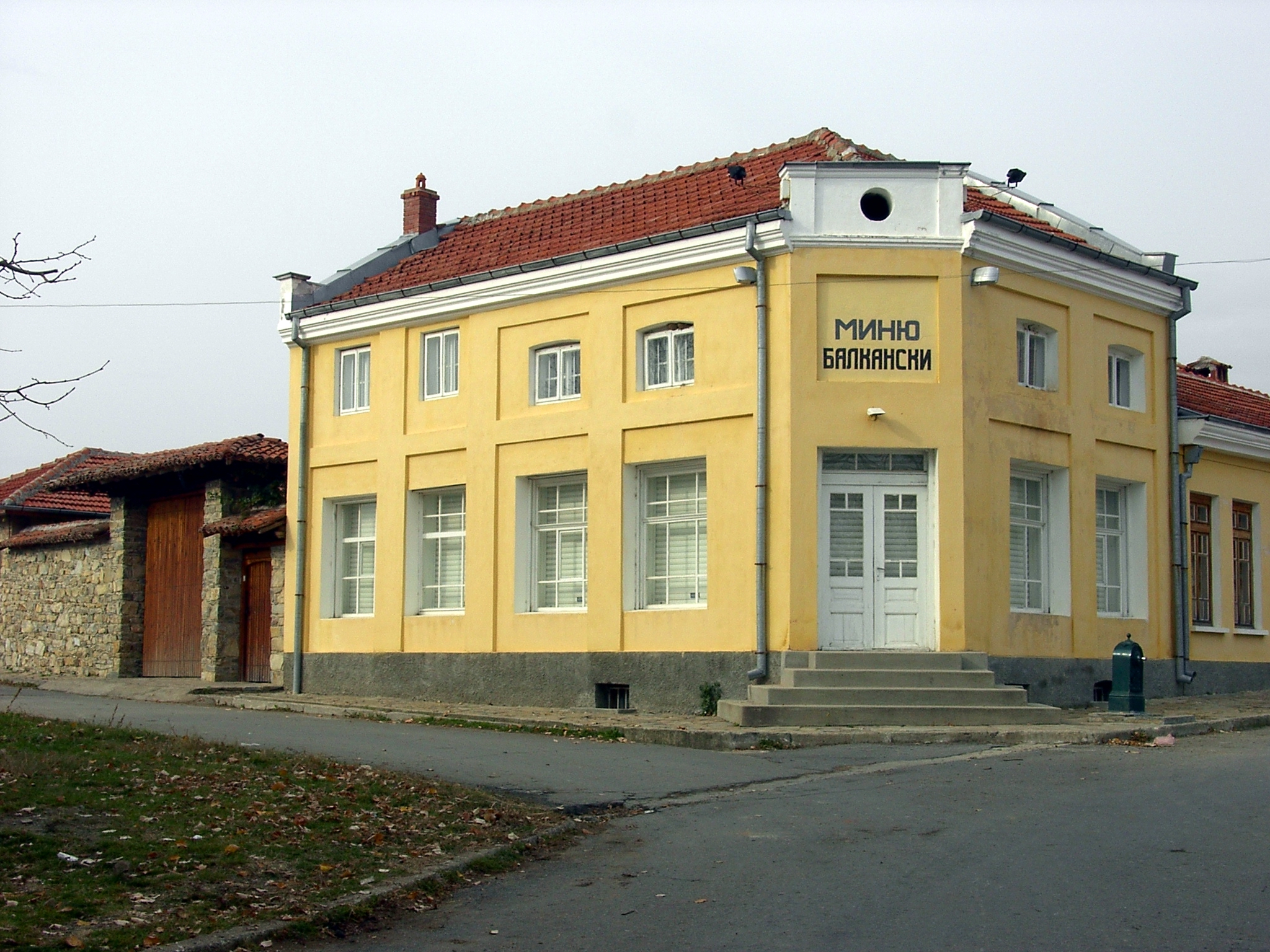
Maison-musée dans le village d'Oriahovitsa
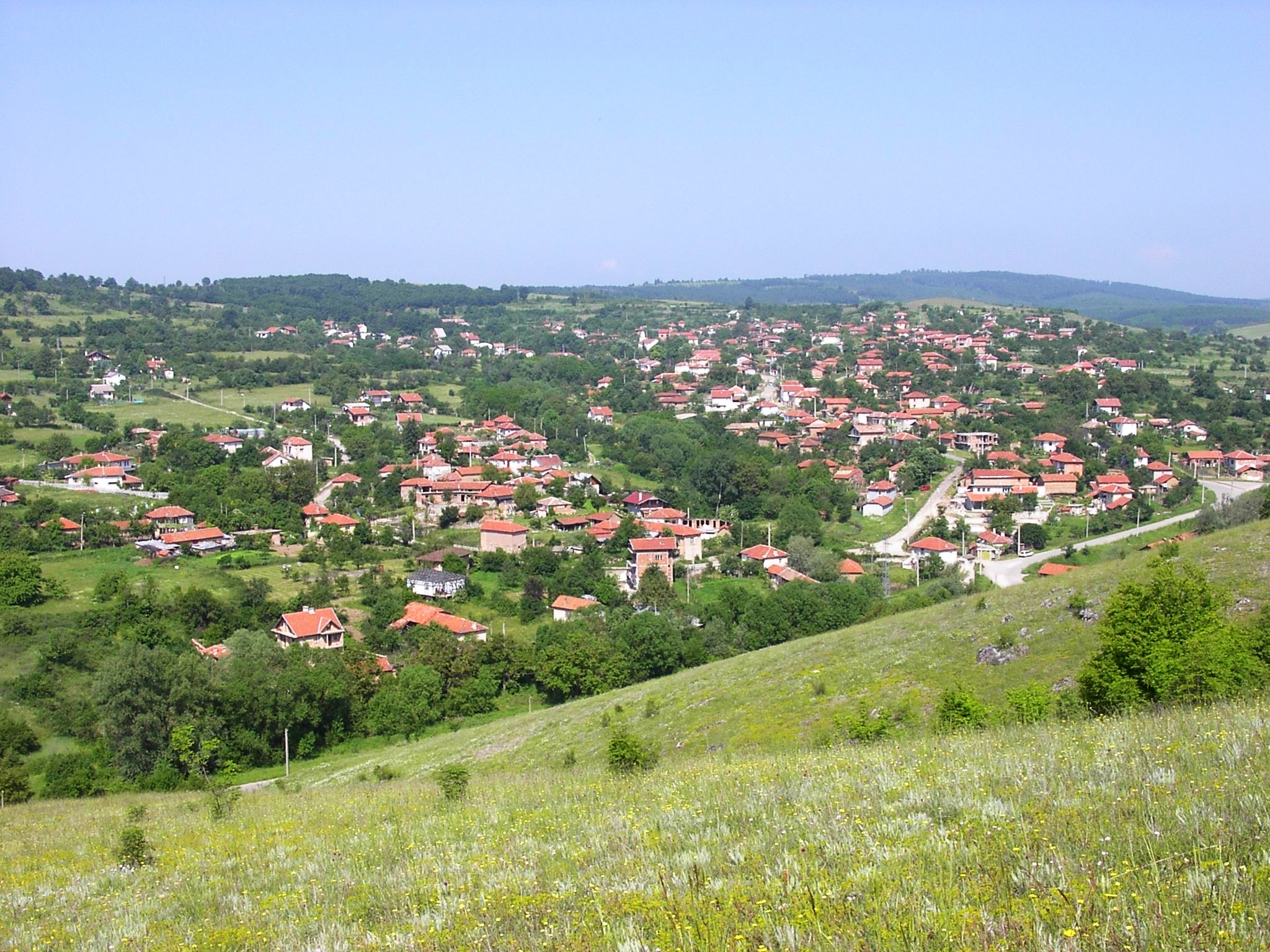
Le village de d'Ostra Moguila
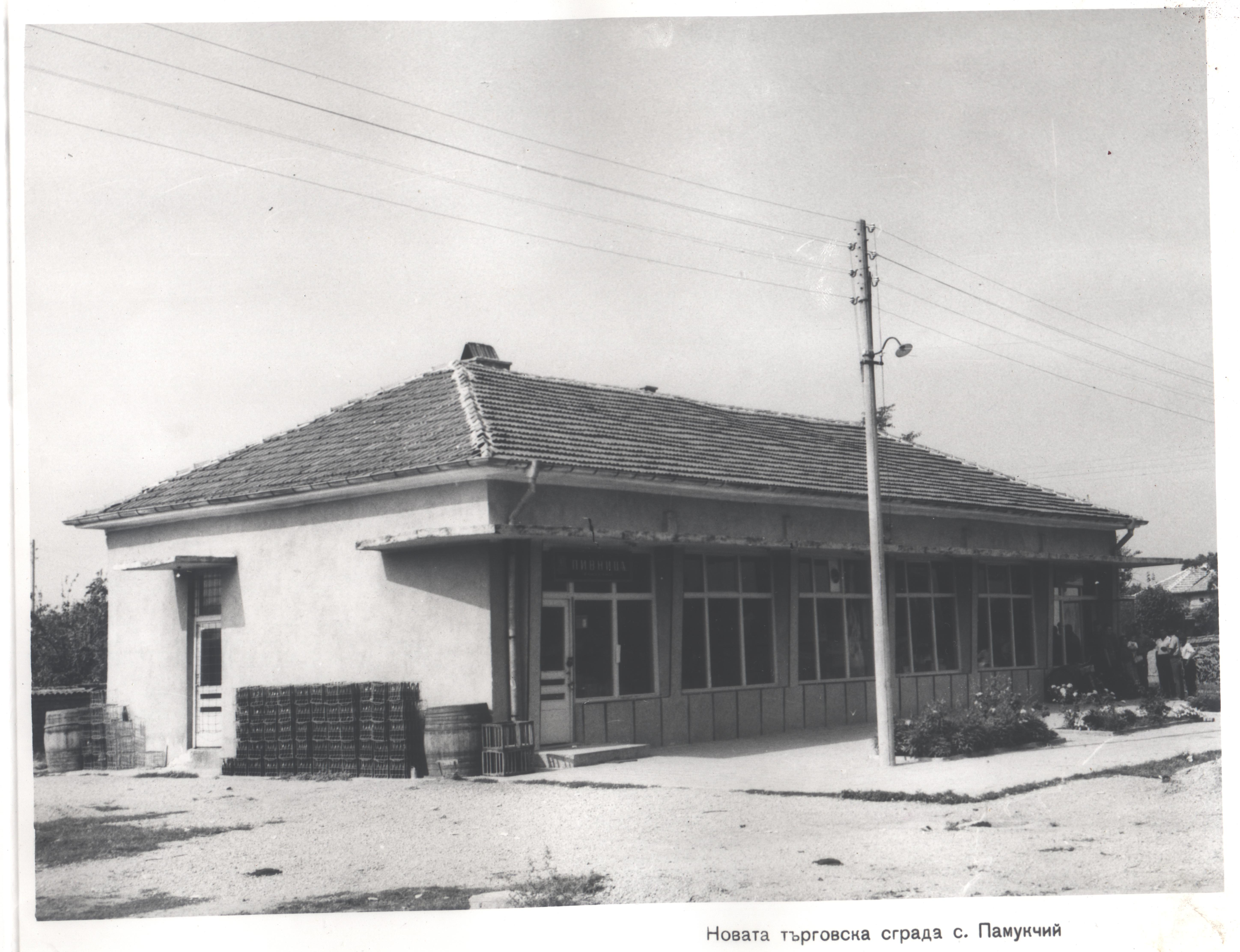
L'auberge dans le village de Pamouktchiy (dans les années 1960)
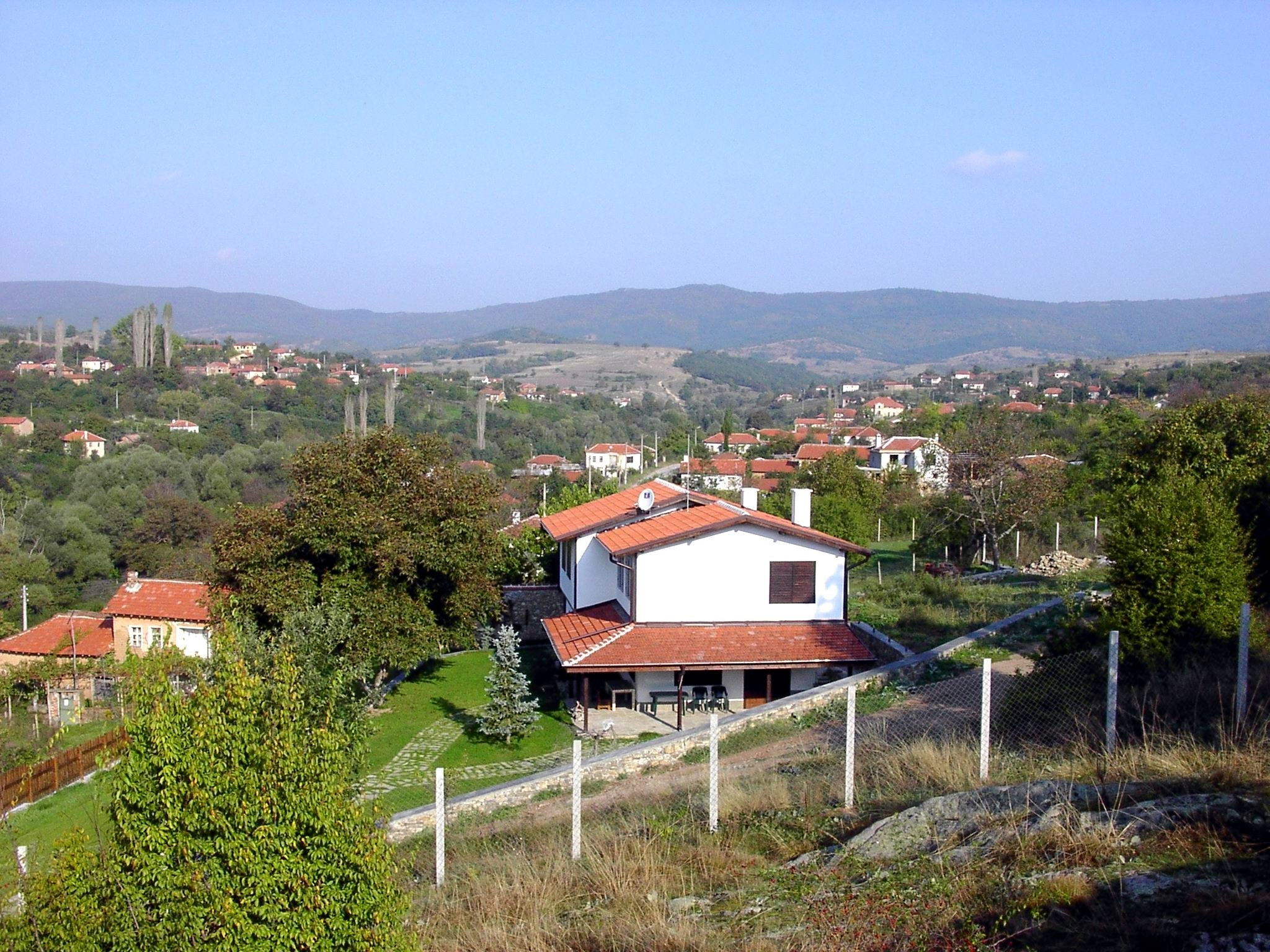
Le village de Pastrovo
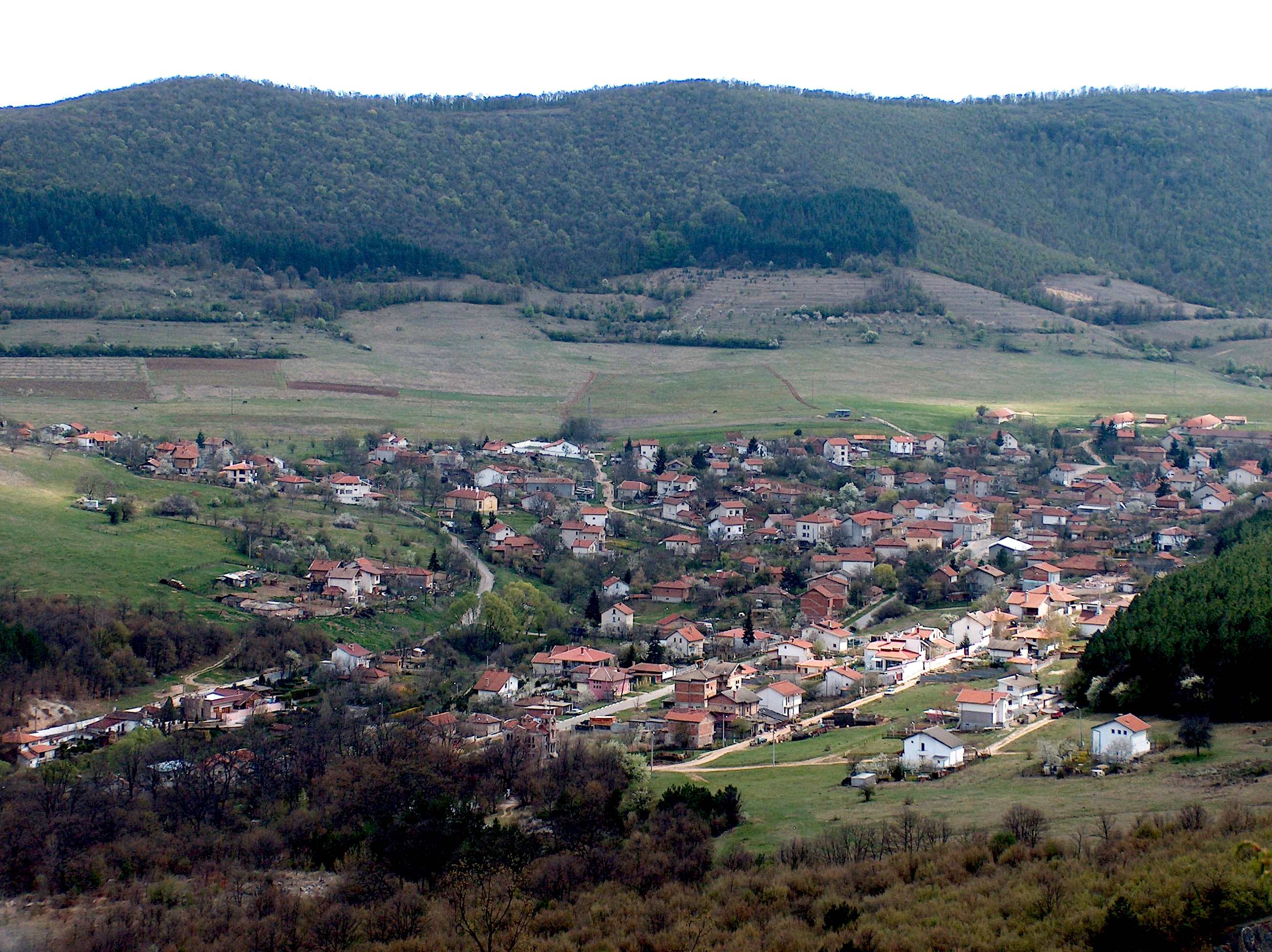
Le village de Soulitsa
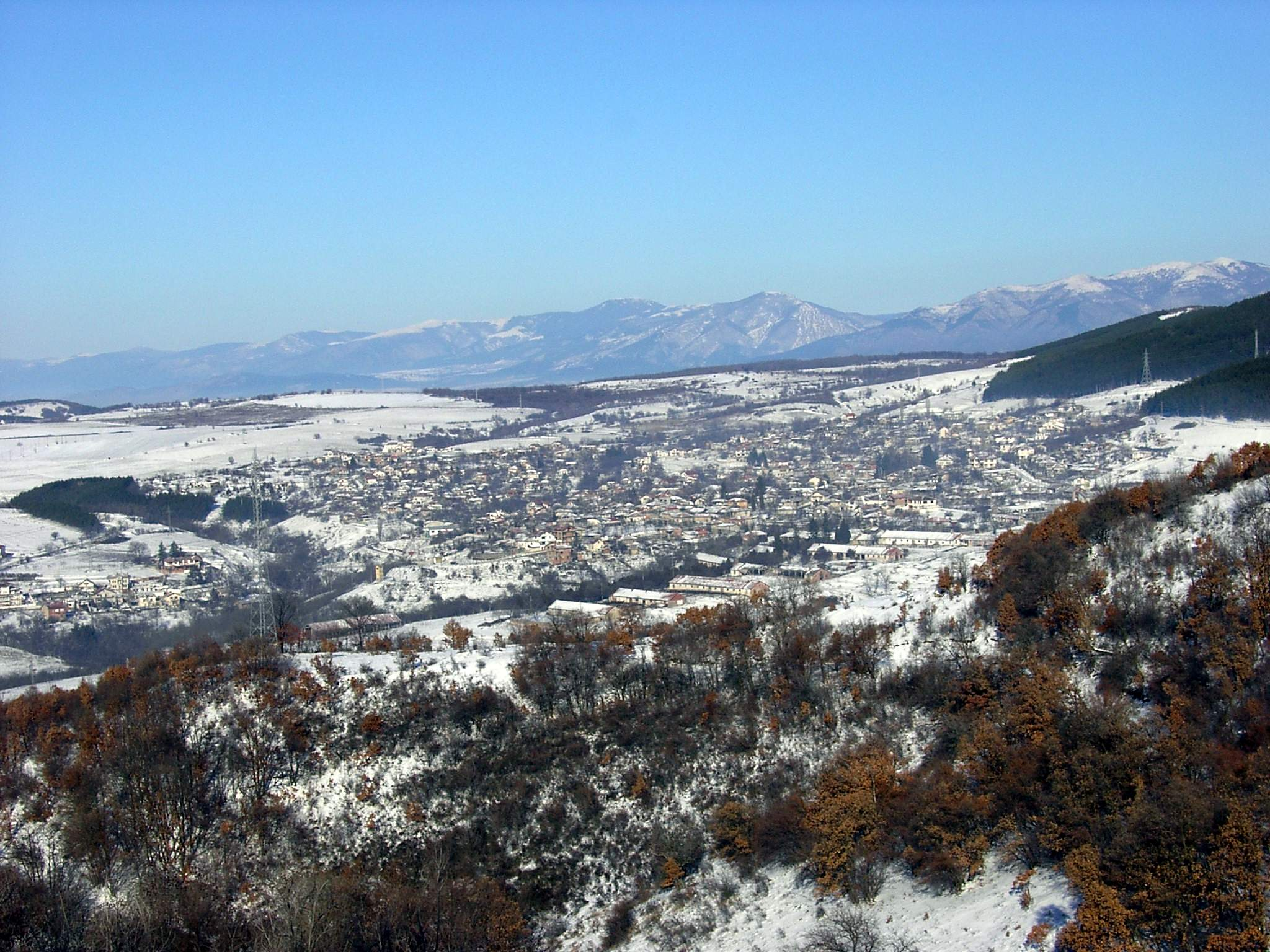
Le village de Zmeiovo